# Телмани
Телмани (груз. ტელმანი) — село в Грузии, на территории Ланчхутского муниципалитета края (мхаре) Гурия.

## География
Село находится в западной части Грузии, на южном склоне Гурийского хребта, на левом берегу реки Ацаура (правый приток Супсы), на расстоянии приблизительно 4 километров (по прямой) к юго-юго-востоку от города Ланчхути, административного центра муниципалитета. Абсолютная высота — 167 метров над уровнем моря.

## Население
По результатам официальной переписи населения 2014 года, в Телмани проживало 204 человека (101 мужчина и 103 женщины). В национальной структуре населения грузины составляли 99,5 %, русские — 0,5 %.
| Год  | Население, человек |
| ---- | ------------------ |
| 2002 | 306                |
| 2014 | ↘ 204              |